# میدان نفتی دارخوین
میدان نفتی دارخوین از میادین نفتی ایران است، که در استان خوزستان و در فاصله ۴۵ کیلومتری از شمال شهر خرمشهر و ۸۵ کیلومتری از جنوب و جنوب‌غربی اهواز قرار دارد. در حال حاضر ظرفیت تولید نفت این میدان معادل ۱۶۰ هزار بشکه در روز می‌باشد.
میدان نفتی دارخوین با حفر چاه دارخوین-۱ در سال ۱۳۴۳ توسط شرکت اکتشاف و تولید نفت ایران کشف شد. میزان نفت درجای این میدان بالغ بر ۵ میلیارد بشکه برآورد می‌شود، که ۱٫۳ میلیارد بشکه نفت خام آن قابل استحصال است. طرح توسعه مخزن فهلیان میدان دارخوین از سال ۱۳۸۱ در ۲ فاز برنامه‌ریزی شد، که فاز اول توسعه با حفر ۸ حلقه چاه انجام گرفت. جهت کامل کردن طرح توسعه در فاز دوم ۲۰ حلقه چاه دیگر (۱۵ حلقه تولیدی، ۴ حلقه تزریق گاز و یک حلقه چاه تزریق آب) حفر شد. تولید زود هنگام از میدان به میزان ۲۵ هزار بشکه نفت در بهمن ماه ۱۳۸۲ آغاز گردید و در فاز اول تا مرداد ۱۳۸۳ به میزان ۵۰ هزار بشکه در روز افزایش داده شد. در اسفند ماه ۱۳۸۶ این میزان تولید به ۱۰۰ هزار بشکه در روز با ۱۵ حلقه چاه تولیدی (در فاز دوم) رسید. پس از پایان فاز دوم توسعه، تولید از میدان دارخوین به حدود ۱۶۵ هزار بشکه در روز رسید. نفت میدان دارخوین از نوع نفت سبک با درجه API ۳۹ می‌باشد و نفت تولیدی از واحد بهره‌برداری دارخوین به خطوط لوله انتقال نفت اهواز-آبادان برای پالایشگاه آبادان ارسال می‌گردد.